# Máy quay Canon Cinema EOS
Canon Cinema EOS (Cinema Electro-Optical System) là các máy quay kỹ thuật số nhiếp ảnh - điện ảnh gương phản xạ và không gương lật ống kính rời. Máy đầu tiên của dòng là Canon EOS C300, được tiếp nối bởi Canon EOS C500 và Canon EOS 1D C vào đầu năm 2012.

## Lịch sử
Cinema EOS là một nhánh của dòng máy quay phim/chụp ảnh Canon EOS từ năm 1987 mà khởi đầu là công nghệ analog trên máy Canon EOS 650. Tất cả các máy ảnh DSLR của Canon kể từ 5D Mark II vào năm 2008 cho đến nay đều có khả năng quay video. Do đó, Canon quyết định sẽ sản xuất ra họ máy mới thuộc dòng EOS, nhưng sẽ tập trung vào khả năng quay video, song song với các máy ảnh có khả năng quay video.
Dòng Cinema EOS bắt đầu xuất hiện từ cuối năm 2011 với C300, máy quay không gương lật có cảm biến Super 35mm, và các ống kính Ống kính CN-E (gồm cả ngàm EF của Canon và PL của Arri). Canon giới thiệu khả năng quay 4K và trích xuất khung hình từ video ra làm ảnh JPEG của C300. Việc trình diễn tính năng nguyên mẫu này của Canon là khá hiếm và được coi là dấu hiệu của 1 dòng máy mới.
Đầu năm 2012, Canon tiếp tục ra mắt C500, với khả năng quay video 4K/QHD. Đồng thời, C500 là máy đầu tiên có khả năng ghi hình ở định dạng RAW, rút khung hình từ video không nén.

DSLR đầu tiên thuộc dòng Cinema EOS, 1D C, là biến thể của 1D X, có khả năng quay video 4K, nhưng không thể quay ở định dạng RAW trên cùng loại cảm biến. Với 1D X và 1D C thì Canon đã sáp nhập dòng 1D có độ phân giải cảm biến cao (1D S) và dòng 1D có tốc độ chụp liên tiếp nhanh (1D) từ năm 2011.

## Máy quay
Dòng Cinema EOS hiện nay có 5 máy không gương lật và 1 máy DSLR dòng 1D.

### Không gương lật

#### Super 35 mm
- Canon EOS C100 - 2012
- Canon EOS C100 Mark II - 2014
- Canon EOS C300 - 2011 - 2K/HD MPEG recording (output sampled from full Super 35 sized sensor)
- Canon EOS C300 Mark II - 2015
- Canon EOS C500 - 2012 - 4K/QHD and 2K/HD RAW recording (output taken from full Super 35 mm sized sensor)
- Canon EOS C700 - 2016 - 4.5K CMOS sensor with 15 stops of dynamic range with 3 versions: Base EF mount, PL & GS PL

### Có gương lật (DSLR)

#### Full-frame
- Canon EOS 1D C - 2012 - Khả năng quay 4K/QHD, 2K/HD MJPEG (Cảm biến khi quay sẽ tự crop lại, ghi hình ở phần cảm biến kích cỡ tương đương cảm biến Super 35mm)

## Ống kính
Canon công bố 1 loạt dòng ống kính chuyên biệt sử dụng thiết kế kiểu CN-E, tất cả các ống đều thuộc ngàm EF của Canon và PL của Arri

### Thuật ngữ
- CN-E - Cinema EOS
- S - Super 35mm
- F - Full-frame
- P - ngàm PL
- _ - ngàm EF
- L - (Luxury)

### Toàn khung 35mm

#### Canon EF Mount

##### Ống kính 1 tiêu cự
- CN-E14mm T3.1 L F (2013)  [7]
- CN-E 24mm T1.5 L F (2011)
- CN-E 50mm T1.3 L F (2011)
- CN-E 85mm T1.3 L F (2011)  [8]
- CN-E135mm T2.2 L F (2013)  [7]

##### Ống kính zoom
Không có.

### Super 35 mm

#### Ống kính Canon ngàm EF

##### Ống kính 1 tiêu cự
14MM
24MM
35MM
50MM
85MM
135MM

##### Ống kính zoom
- CN-E 14.5-60mm T2.6 L S (2011)
- CN-E 30-300mm T2.95-3.7 L S (2011) [8]
- CN-E 15.5-47mm T2.8 L S (2012)
- CN-E 30-105mm T2.8 L S (2012)

#### Ống kính Canon ngàm PL

##### Ống kính 1 tiêu cự
Không có.

##### Ống kính zoom
- CN-E 14.5-60mm T2.6 L S P (2011)
- CN-E 30-300mm T2.95-3.7 L S P (2011)
- CN-E 15.5-47mm T2.8 L S P (2012)
- CN-E 30-105mm T2.8 L S P (2012)